# Paragnathiella trifoliceps
Paragnathiella trifoliceps är en djurart som tillhör fylumet käkmaskar, och som beskrevs av Wolfgang Sterrer 1997. Paragnathiella trifoliceps ingår i släktet Paragnathiella och familjen Agnathiellidae. Inga underarter finns listade i Catalogue of Life.